# Sueños en el umbral. Memorias de una niña del Harén
Sueños en el umbral. Memorias de una niña del Harén es una novela publicada por primera vez en inglés por la autora marroquí Fátima Mernissi. Este libro cuenta las memorias de la infancia de la autora, a través de una serie de cuentos que te llevan a través de la época del Protectorado francés de Marruecos.

## Autora y contexto
Fátima Mernissi es una escritora y académica marroquí, que nació en Fez en 1940 y fallece en Rabat en 2015. La formación de Mernissi está muy vinculada a su identidad islámica, comienza la escuela primaria en una escuela promovida por el movimiento nacionalista marroquí y la educación secundaria en un centro del Protectorado francés. Más tarde comienza sus estudios superiores en la Universidad Mohammed V de Rabat, también atiende en París a la Universidad de la Sorbona para estudiar Ciencias Políticas para terminar con su doctorado en sociología en la Universidad de Brandeis. Tras terminar su doctorado trabajo como profesora en la universidad en la que comenzó sus estudios, la Universidad Mohammed V en Rabat.
Mernissi destaca, además de por su docencia y labor en la visibilización del feminismo en el islam, por sus obras literarias, también muy vinculadas a sus vivencias como El poder olvidado. Las mujeres ante un islam en cambio (1995), El Harén político: El profeta y las mujeres (1992) o Sexo, ideología e Islam (1975); donde, como podemos ver, centra su atención en la mujer y el islam.
Sueños en el umbral es una colección de cuentos basados en los recuerdos de la autora de las vivencias de su infancia en Fez, Marruecos. Es importante destacar que durante los años que se nos relatan estas historias la situación política de Marruecos no era la misma en la que se encuentra actualmente. En el año 1912 tras el Tratado de Fez, Marruecos pasa a ser un protectorado dividido entre dos naciones: la parte del norte y menor en territorio se convertirá en el protectorado español; y la parte del sur y de mayor tamaño pasará a ser el protectorado francés, que donde vivía Fátima.
Marruecos, desde 1912 es un Estado protegido por dos naciones europeas, es decir, un protectorado, lo que significa que Marruecos conserva su carácter de Estado y su territorio. Del mismo modo los ciudadanos marroquíes continúan teniendo su nacionalidad y no pasan a tener la de los estados francés y español. En cuanto al protectorado francés los cambios más importantes se vieron en la administración del Estado, debido a la influencia del Estado protector, que introdujo transformaciones en la administración ya existente. Sin embargo se mantuvieron las instituciones locales tradicionales y los cuadros locales de la administración, lo que facilitaba controlar el territorio sin la intervención de administración directa de Francia. La administración jurídica quedó en manos de las autoridades autóctonas aunque sí, bajo la supervisión del estado francés. También bajo estos cambios el poder del Sultán aumentó además del poder ejecutivo y judicial disponía del legislativo a través de dahir, que hasta entonces residía en los ulemas, representantes de la comunidad. 
Se crearon dos instituciones diferenciadas, la primera, que dependía del sultán, consistía de los ministros Majzén; y en segundo lugar la administración que estaba a cargo del comisario residente del protectorado francés, de este modo, todos los poderes del gobierno recaían sobre estas dos figuras institucionales, aunque cabe destacar también la existencia de las Cámaras consultivas francesas y marroquíes, instituciones cuyos miembros eran elegidos democráticamente y que existían en las grandes ciudades.

## Argumento
Sueños en el umbral pertenece a la fructífera obra de Fátima Mernissi sobre la realidad de las mujeres en Marruecos y la relación entre su vida en el islam y su despertar como feminismo. Esta obra está formada por una serie de cuentos conectados por un hilo, que es el de la vida de una niña en el harén de Fez. Estos cuentos beben de la vida y recuerdos de la autora, pero a veces se tiñen de realidades fantásticas, que encajan muy bien con la mente de la niña que protagoniza las historias.
A través de los cuentos que se encuentran en esta novela Fátima nos presenta su vida en el harén en Fez a través de sus ojos de niña. La narradora que es ella misma nos relata cómo es la vida, como se desarrolla y las dinámicas que cada persona ejerce dentro de la micro sociedad que hay dentro del harén. Se nos presentan una serie de personajes a través de los cuentos, que son los integrantes de su propia familia, su madre, su tía Habiba o su abuela Yasmina, que vive en el campo en otro harén. Las claras protagonistas del libro son las mujeres, la autora se esmera en presentarnos los distintos tipos de mujeres que habitan en el harén, los distintos pensamientos que tienen o las distintas formas de ver la vida.
Un elemento esencial en esta obra es el papel del harén. La autora nos describe el harén donde vive ella, un harén que para muchas mujeres, como para su madre, es un símbolo de represión y sometimiento. Se encuentran encerradas en contra de su voluntad entre las paredes del harén. No pueden salir a no ser que sea acompañadas de un hombre y solo si se les da permiso. Entre las mujeres del harén hay algunas que son fieles defensoras de estas murallas, como su abuela paterna que cree firmemente que las mujeres deben permanecer en el harén porque ese es su lugar, mientras que otras mujeres desean derrumbar las paredes del harén y ser libres, ya que ven esos muros como una reclusión social. En cambio, también se nos presenta otro harén que no tiene nada que ver con el harén burgués de Fez. La familia materna vive en un harén en el campo, un harén sin fronteras donde hay una libertad que no es concebible para las mujeres de Fez. Su abuela Yasmina es una mujer campesina que nada tiene que ver con su abuela paterna. Yasmina es libre en el campo, puede bañarse en el río, ir a cabalgar cuando quiera, etc. Las constricciones social de la gran ciudad no existen en el campo y el harén ya no representa la misma sensación de ahogo y sometimiento.
Dentro del harén también nos encontramos con espacios simbólicos. En primer lugar, la terraza, esta es un símbolo de libertad. Las terrazas marroquíes se encuentran en la parte superior de la casa, no tienen muros y solo son accesibles a través de una escalera de mano. La ausencia de muros es la metáfora de la libertad, en esta terraza no se sienten encerradas por las paredes que las rodean y es aquí donde se sienten más en paz consigo mismas. En este espacio es donde se interpretan las obras de teatro que hacen las mujeres del harén y aunque los niños tienen prohibido subir, pueden participar en estas veladas de teatro y también participan sus primos varones. Las historias que se cuentan en la terraza tienen una temática de liberación, una de las representaciones que se hacen es la de la vida de una feminista egipcia que luchó por la igualdad de la mujer y por la libertad de su pueblo de la ocupación británica. También cuentan la historia de una princesa que para buscar a su marido, que ha desaparecido, se hace pasar por un hombre, de este modo no levanta sospechas, incluso se casa con una mujer para mantener las apariencias y esta la ayuda en su búsqueda. Estas historias le dan una perspectiva de género a la protagonista en su pensamiento crítico.
Otro de los espacios simbólicos del harén es el salón donde los hombres escuchaban la radio y hablaban de política. Las mujeres no tenían permitido estar en estas reuniones, sin embargo a la protagonista por ser una niña pequeña a veces la dejaban entrar. Este espacio simboliza el poder de los hombres, al ser el lugar donde se escucha la radio esto quiere decir que es aquí donde se encuentra la información. Por lo tanto la política y la información se encuentra fuera del territorio de las mujeres. De este modo tenemos en la terraza el lugar donde las mujeres se sienten libres, donde está la fantasía y las historias de libertad con las que sueñan, y por otro lado, el espacio de los hombres es el de la actualidad y la política.
Esta novela también presenta la situación política del momento a través de la mirada de una niña. Habla de la Segunda Guerra Mundial y de como la vivieron en el harén, ellas se sentían seguras en el harén de la medina, sin embargo sabían que los alemanes perseguían a los judíos y a la gente de piel morena y ojos oscuros como ellos. Intentan sintonizar la radio para enterarse de lo que está pasando, pero también tienen momentos felices cuando consiguen encontrar una cadena de música y bailan. También hablan de la situación de Marruecos y de como se llegó al protectorado después de la guerra civil. La madre de Fátima quiere escapar de las cadenas de la tradición marroquí, quiere que su marido busque una casa e irse a vivir fuera del harén familiar para así ser más libre. Le gusta vestir como los occidentales y no llevar velo, y hace a Fátima prometer que no llevará nunca velo, que ella está luchando para acabar con esas costumbres y no quiere que su hija tenga que vivir lo mismo que ella.